# Otarioidea
Otarioidea es una superfamilia de pinnípedos que incluye a las familias Odobenidae, Otariidae y sus parientes troncales. En el pasado, cuando los pinnípedos se consideraban un grupo difilético de mamíferos marinos, debido a la escasa morfología craneal y dental que los otarioides se originaban a partir de una línea de osos. Se postuló que una familia extinta, Enaliarctidae, eran otarioides que eran un clado de transición entre Hemicyoninae (una subfamilia extinta de osos parecidos a perros ) y Otariidae. Sin embargo, estudios exhaustivos recientes han descubierto que los pinnípedos son un clado monofilético de arctoideos acuáticos desde la década de 1990.  Hay algunas autoridades que colocan a los desmatofocidos y los odobenidos como taxones hermanos de Phocidae en el clado Phocomorpha basándose en algunas características fisiológicas menores.